# Dysdera gollumi
Dysdera gollumi är en spindelart som beskrevs av Ignacio Ribera och Arnedo 1994. Dysdera gollumi ingår i släktet Dysdera och familjen ringögonspindlar.
Artens utbredningsområde är Kanarieöarna. Inga underarter finns listade i Catalogue of Life.